# Kristina Si
Kristina Si, pseudonimo di Kristina Ėl'chanovna Sarkisjan (in russo Кристина Эльхановна Саркисян?; Petropavlovsk, 9 marzo 1991), è una cantante russa.

## Biografia
Kristina è nata nella città kazaka di Petropavlosk (allora ancora sovietica) da genitori proprietari circensi. Fino all'età di sei anni si sposta con la famiglia per le varie città dell'ex URSS per l'occupazione dei suoi genitori. Nel 1997 la famiglia si trasferisce definitivamente nella città russa di Tula. Proprio nella città del Circondario federale centrale frequenta la scuola musicale e suona per tre anni il pianoforte; dopo di che si orienta verso la musica R'n'B. Nel 2008 si trasferisce a Mosca, dove accede all'Università di Arti Contemporanee alla facoltà di canto moderno. Nel 2010 conosce il compositore Pavel Murashkov, che diventa l'autore del suo primo singolo «Я улетаю» ("Volo via").Nel 2011 produce il videoclip della canzone «Начинаю забывать» ("Incomincio a dimenticare"). La collaborazione con il label Black Star. inizia nello stesso anno, quando Kristina realizza un singolo con un artista dell'azienda, Music Hayk. Nel 2013 l'artista realizza la canzone «Зима» ("Inverno") e viene assunta nel label di Timati. Kristina diventa così la prima e l'unica, per quel momento, artista femmina del gruppo.
Il suo primo lavoro musicale con l'azienda Black Star è caratterizzato dalla presentazione del singolo «Ну ну да» ("Beh, sì"). La canzone viene classificata al decimo posto nella classifica delle migliori canzoni russe del 2013, mentre il videoclip si è posto alla quinta posizione tra i migliori clip russi del 2013.
Nel novembre del 2016 Kristina è stata privata del diritto di ingresso in Ucraina per tre anni. La motivazione fornita dall'ufficio stampa del Servizio Doganale ucraino risultava il concerto dato dalla cantante in Crimea, nell'estate dello stesso anno.
Il 28 novembre 2016 è stato presentato il suo primo album «Светом во тьме» ("Con la luce nel buio"). L'album comprende 22 brani realizzati con alcuni artisti del Black Star e il rapper No One.
Nel 2018, la cantante esce da Black Star, lasciando per contratto, il suo nome all'etichetta.

## Discografia

### Album
- 2016 - «Светом во тьме» ("Con la luce nel buio")

### Brani di successo
- 2012 — «Начинаю забывать» ("Incomincio a dimenticare")
- 2013 — «Разряд» ("Razrjad") feat DJ Pill.One
- 2013 — «Ну ну да» ("Bhe, si")
- 2013 — «Посмотри» ("Guarda") feat Timati
- 2014 — «Мне не смешно» ("Non mi sto divertendo")
- 2014 — «Mama Boss»
- 2015 — «Не обижай меня» ("Non offendermi")
- 2016 — «Хочу» ("Voglio")
- 2016 — «Космос» ("Cosmo")
- 2016 — «Секрет» ("Segreto") feat Skrudgi

## Premi
- 2014 - OOPS! CHOICE AWARDS: R'n'B/Rap project; Stella Danzante
- 2016 - OOPS! CHOICE AWARDS: Miglior singolo
- 2016 - TOP HIT MUSIC AWARDS: Miglior artista della radio 2016